# Quyền LGBT ở Nhà nước Palestine

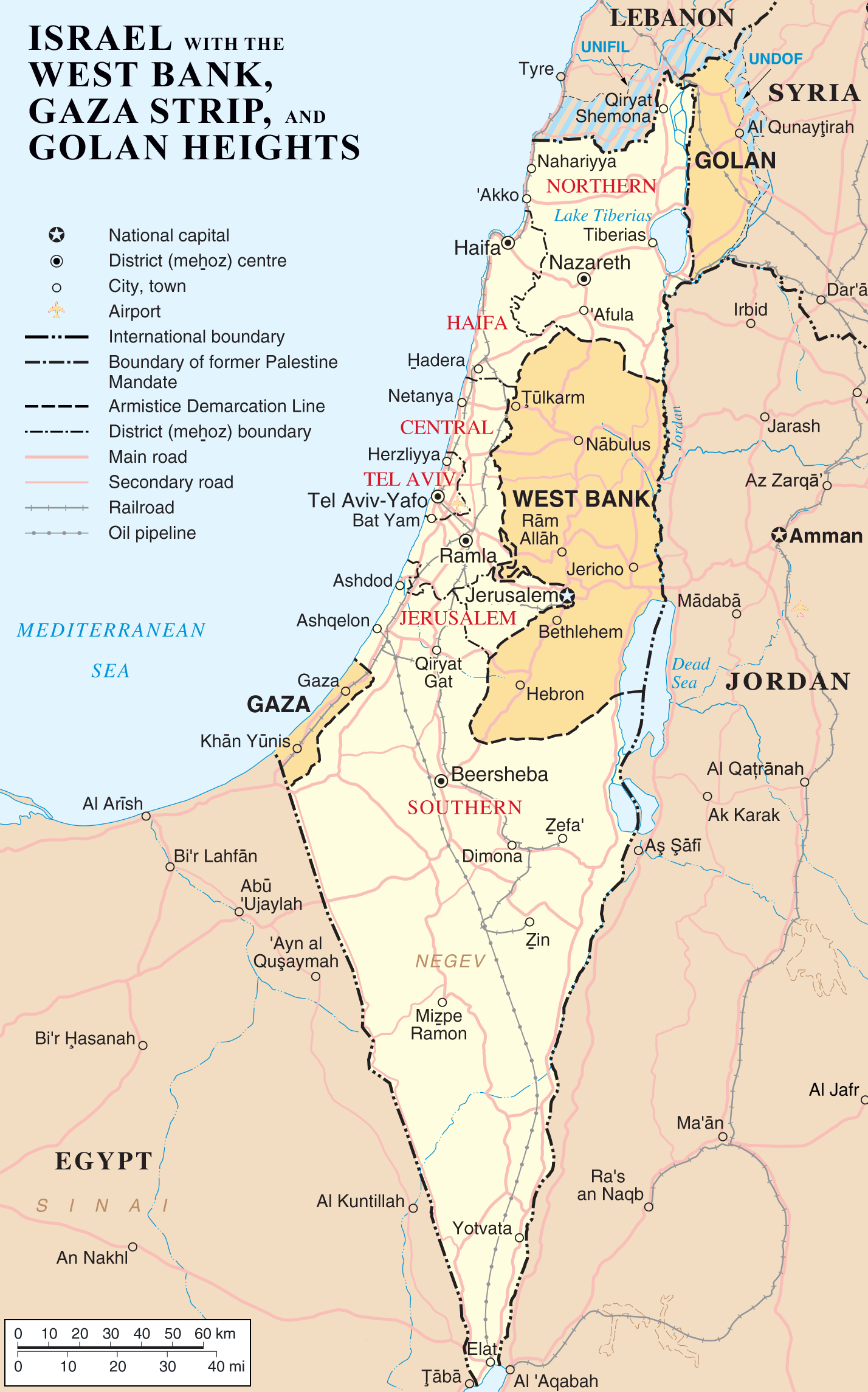
Bản đồ của Lãnh thổ Palestine liên quan đến Israel

Quyền đồng tính nữ, đồng tính nam, song tính và chuyển giới (tiếng Ả Rập: مثليه ، مثلي الجنس ، المخنثين والمتحولين جنسيا) ở Nhà nước Palestine vẫn là một trong những vấn đề nhân quyền cấm kỵ nhất trong khu vực. Đồng tính luyến ái là bất hợp pháp trong Dải Gaza nhưng không phải ở Bờ Tây, mặc dù quyền LGBT cũng không được bảo vệ.

## Bảng tóm tắt
| Hoạt động tình dục đồng giới hợp pháp                                                                                       | Bờ Tây: Hợp pháp từ năm 1951 đối với nam giới; luôn hợp pháp cho phái nữ Gaza: Nam bất hợp pháp (Hình phạt: Lên đến 10 năm tù) Hợp pháp cho nữ |
| Độ tuổi đồng ý | Bờ Tây: Gaza: Dành cho nam / Dành cho nữ |
| Luật chống phân biệt đối xử chỉ trong việc làm                                                                              | No |
| Luật chống phân biệt đối xử trong việc cung cấp hàng hóa và dịch vụ                                                         | No |
| Luật chống phân biệt đối xử trong tất cả các lĩnh vực khác (bao gồm phân biệt đối xử gián tiếp, ngôn từ kích động thù địch) | No |
| Hôn nhân đồng giới | No |
| Công nhận các cặp đồng giới                                                                                                 | No |
| Con nuôi của các cặp vợ chồng đồng giới                                                                                     | No |
| Con nuôi chung của các cặp đồng giới                                                                                        | No |
| Người đồng tính nam và đồng tính nữ được phép phục vụ công khai trong quân đội                                              | No |
| Quyền thay đổi giới tính hợp pháp                                                                                           | No |
| Truy cập IVF cho đồng tính nữ                                                                                               | No |
| Mang thai hộ thương mại cho các cặp đồng tính nam                                                                           | No |
| NQHN được phép hiến máu | No |